# مارتن هيدن
مارتن هيدن (بالألمانية: Martin Hiden)‏ ، من مواليد 11 مارس 1973 في ستاينز في النمسا ، لاعب كرة قدم نمساوي.
يلعب مع نادي رابيد فيينا.
يلعب مع منتخب النمسا لكرة القدم.

## روابط خارجية
- مارتن هيدن على موقع الاتحاد الدولي (مؤرشف)  (الإنجليزية)
- مارتن هيدن على موقع الاتحاد الأوربي (الإنجليزية)
- مارتن هيدن على موقع قاعدة بيانات كرة القدم.إي يو (الإنجليزية)
- مارتن هيدن على موقع ناشيونال فوتبول تيمز (الإنجليزية)
- مارتن هيدن على موقع عالم كرة القدم.نت (الإنجليزية)
- مارتن هيدن على موقع كووورة